# Producció de cafè a Indonèsia

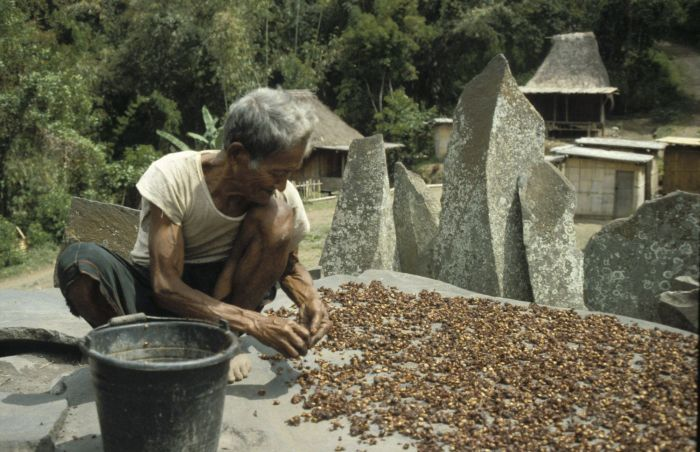
Un vell pelant llavors de cafè a Bena, Ngada, illa de Flores

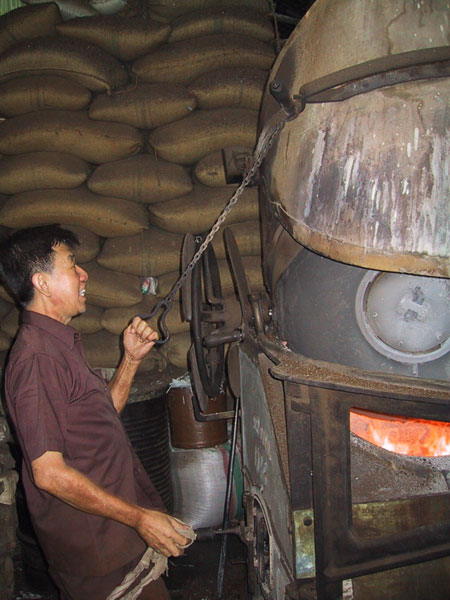
Torrar cafè a Toko Aroma, Bandung, Indonèsia

La producció de cafè a Indonèsia representa la quarta producció, per països, de tot el món. El cafè es començà a produir a l'època colonial neerlandesa i ha tingut un paper important a un país que té unes condicions ideals pel conreu del cafè. El cafè i l'agricultura en general, han causat la destrucció de zones silvestres del bosc tropical plujós.
Indonèsia va produir 420.000 tones de cafè el 2007. D'aquesta quantitat 271.000 tones van ser exportades i 148.000 tones van ser consumides en el mercat interior. De les exportacions el 25% són de Coffea arabica i la resta són de Coffea canephora. En general, els cafès d'Indonèsia fets amb cafè Arabica tenen baixa acidesa i un cos fort, cosa que el fan ideal per a ser mesclat amb els cafès alts en acidesa d'Amèrica central i de l'Est d'Àfrica.

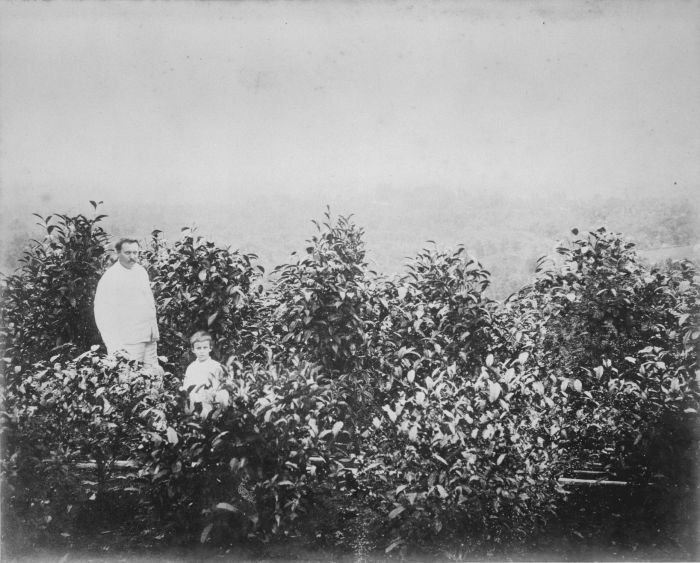
Plantació de cafè a Indonèsia vers 1870-1900

El governador neerlandès a Malabar (Índia) envia llavors de cafè del Iemen (Coffea arabica) al governador neerlandès de Batavia (actualment Jakarta) el 1699. Les plantes van créixer i el 1711 hi va haver les primeres exportacions de cafè de Java a Europa per la Companyia Neerlandesa de les Índies Orientals. Indonèsia va ser el primer lloc fora d'Aràbia i Etiòpia on es va cultivar àmpliament el cafè.